# Catedral de Sant'Ana (Caicó)
A Catedral Sant'Ana (Caicó) localiza-se na praça Monsenhor Walfredo Gurgel, no centro da cidade de Caicó. A catedral é a sé episcopal da Diocese de Caicó e também sede da paróquia de Sant'Ana. Sua construção foi iniciada simbolicamente aos 16 de julho de 1748, quando foi instalada a Paróquia de Sant’Ana. Seu Benfeitor foi Manoel Fernandes Jorge, sendo seu 1º Vigário o Padre Francisco Alves Maia.

## Arquitetura
A Catedral de Sant’Ana apresentava a “combinação de estilos romano, colonial e gótico, desde as arcadas largas e simétricas às agulhas ogivas dos altares laterais em harmonia. O templo apresenta frontispício curvilíneo, ladeado por duas torres sineiras. Possui uma porta central, assentada em vão de arco pleno, ladeada por duas outras portas em vãos de arcos ogivais, todas com cercaduras de massa. No coro existem três janelas protegidas por guarda-copos de ferro. Seu interior é constituído por capela-mor, naves, coro e pia batismal.[carece de fontes?]

## História
A construção da Catedral de Sant´Ana está ligada ao crescimento do povoado de Queiquó e sua importância religiosa. No ano de 1748 foi criada a freguesia da Gloriosa Santa Ana do Seridó. No dia 26 de julho do mesmo ano, dia de Santa Ana, foi erguido um Cruzeiro pelo padre Francisco Alves Maia, iniciando-se a construção da Catedral. O local escolhido foi uma planície, já que o terreno da antiga capela do Sítio Penedo era de difícil acesso por ser uma área muito pedregosa e acidentada. No ano de 1785 a Matriz de Sant´Ana já estava construída e os fiéis participavam de seus acontecimentos religiosos. Sua conclusão seria realizada durante a administração do pároco Francisco de Brito Guerra (1802-1845). Em passagem pelo Seridó, frei Caneca visitou Caicó (1824) e descreveu a Matriz como uma igreja pequena, nova e bem paramentada.

### Reformas
Em 1920 foram suprimidas as tribunas afim de torná-la mais clara, ventilada e funcional; as cadeiras individuais foram substituídas por bancos coletivos e instalada a iluminação elétrica no seu interior. Em 1955, quando era bispo diocesano D. José Adelino Dantas, foi construída a segunda torre da igreja. Nos anos de 1960-1970, os altares da nave central e as naves laterais (exceto o altar mor) foram retirados. Na década de 1980 foi erguida uma segunda torre no altar e construída a capela em honra a Nossa Senhora de Fátima na nave lateral, ao longo da década de 80 e início de 90, várias outras pequenas reformas e mudanças foram feitas na Catedral.